# James Lauritz Reveal
James Lauritz Reveal (* 29. März 1941 in den Vereinigten Staaten; † 9. Januar 2015 in Ithaca, New York) war ein US-amerikanischer Botaniker, der das Reveal-System entwickelte und als Professor emeritus in der Angiosperm Phylogeny Group (APG II) mitarbeitete. Sein offizielles botanisches Autorenkürzel lautet „Reveal“.   

## Leben und Werk
Reveal kam Ende der 1960er Jahre an das Norton-Brown Herbarium der Universität von Maryland, das er von 1979 bis 1999 als Direktor leitete. Am 31. Juli 1999 emeritierte er. Seine Veröffentlichungen und wissenschaftlichen Arbeiten befassen sich mit floristischen Untersuchungen an west-nordamerikanischen Gefäßpflanzen, mit den prä-Linnéschen Pflanzenaufsammlungen aus dem gemäßigten Nordamerika in den Herbarien, außerdem mit der Gattung Eriogonum, der Familie Polygonaceae und der supragenerischen Nomenklatur der Gefäßpflanzen.

## Reveal System
Das von James Lauritz Reveal bis Ende 1999 stetig ausgebaute taxonomische System ist durch das Erscheinen des APG III-Systems zwar überholt, enthält in den Anmerkungen zu den einzelnen Taxa jedoch weiterhin wertvolle Erläuterungen, besonders hinsichtlich nomenklatorischer und taxonomischer Synonyme.

## Ehrungen
Nach Reveal benannt ist die Pflanzengattung Revealia R.M.King & H.Rob. aus der Familie der Korbblütler (Asteraceae).